# Тувалу
Тува̀лу (на тувалуански: Tuvalu, звуков файл и буквени символи за произношение ) е тихоокеанска държава, преди 1976 г. позната и като Острови Елис (на английски: Elis, Ellice Islands). Разположена е върху група атоли в Полинезия, в югозападната част на Тихия океан.
Намира се по средата между Хаваите и Австралия. Получава държавна независимост през 1978 г. Най-близките ѝ съседи са Кирибати, Самоа и Фиджи.
Площ: 25,6 km2. Население: 12 373 души. Език: английски. Валута: долар на Тувалу ($Т) = 100 цента.

## География
Островите Тувалу се простират като верига от северозапад на югоизток на протежение от 560 km, между 5°40′ – 10°45′ ю.ш. и 176°06′ – 179°50′ и.д. Състоят се от 4 рифови острова и 5 пет атола с обща площ от само 25,6 km². Най-големият атол е Ваитупо (5,09 km²), а най-малкия – Ниулакита (0,4 km²). Главният остров на страната е Фунафути (2,54 km²), където е разположена и столицата (виж приложената таблица). Височината на островите над нивото на океана е 3 – 5 m. Всички са обкръжени от коралови рифове, а в средата имат лагуна. В пределите на 200-милната морска икономическа зона попадат около 13 млн. km² водно площ.
| Название на остров или атол (алтернативно название) | Площ km2 | Население (2002 г.) | Координати                                                    | Откривател (година на откриване)                                                              |
| --------------------------------------------------- | -------- | ------------------- | ------------------------------------------------------------- | --------------------------------------------------------------------------------------------- |
| остров Ваитупу (Трейси) (Vaitupu)                   | 5,09     | 1591                | 7°29′ ю. ш. 178°41′ и. д. / 7.483333° ю. ш. 178.683333° и. д. | Обид Старбак (1825)                                                                           |
| остров Нануманга (Хъдсън) (Nanumanga)               | 3,00     | 589                 | 6°17′ ю. ш. 176°19′ и. д. / 6.283333° ю. ш. 176.316667° и. д. | Алваро де Менданя де Нейра (януари 1568), Франсиско Антонио Маурейе (април 1781, вторично)    |
| атол Нанумеа (Сент Огъстин) (Nanumea)               | 3,87     | 664                 | 5°40′ ю. ш. 176°06′ и. д. / 5.666667° ю. ш. 176.1° и. д.      | Алваро де Менданя де Нейра (15 януари 1568), Франсиско Антонио Маурейе (април 1781, вторично) |
| остров Ниулакита (София) (Niulakita)                | 0,40     | 35                  | 10°45′ ю. ш. 179°30′ и. д. / 10.75° ю. ш. 179.5° и. д.        | Алваро де Менданя де Нейра (29 август 1595)                                                   |
| остров Ниутао (Линкс) (Niutao)                      | 2,53     | 663                 | 6°07′ ю. ш. 177°20′ и. д. / 6.116667° ю. ш. 177.333333° и. д. | Алваро де Менданя де Нейра (15 януари 1568)                                                   |
| атол Нуи (Ег, Нетерланд) (Nui)                      | 3,37     | 548                 | 7°13′ ю. ш. 177°09′ и. д. / 7.216667° ю. ш. 177.15° и. д.     | Алваро де Менданя де Нейра (януари 1568), капитани Курцен и Ег (1825, вторично)               |
| атол Нукулаелае (Мичъл) (Nukulaelae)                | 1,66     | 393                 | 9°22′ ю. ш. 179°50′ и. д. / 9.366667° ю. ш. 179.833333° и. д. | Джордж Барет (1821)                                                                           |
| атол Нукуфетау (де Пейстер) (Nukufetau)             | 3,07     | 586                 | 8°00′ ю. ш. 178°22′ и. д. / 8° ю. ш. 178.366667° и. д.        | Аренд де Пейстер (1819)                                                                       |
| атол Фунафути (Елис) (Funafuti)                     | 2,54     | 5070                | 8°30′ ю. ш. 179°07′ и. д. / 8.5° ю. ш. 179.116667° и. д.      | Аренд де Пейстер (1819)                                                                       |

Релефът на Тувалу е нисък – до 5 m н.в. с пясъчни лагуни, плажове и бедни засолени почви, върху които растат само някои растителни видове. Заради повишаването на равнището на океаните поради глобалното затопляне, островите на Тувалу бавно потъват.
Климатът е влажен, субекваториален, морски. От март до октомври преобладават североизточните пасати и тогава се установява сух сезон. Дъждовният сезон продължава от октомври до март, като по това време господстват западните ветрове. Целогодишно температурата на въздуха се колебае между 22° – 32°С. Годишната сума на валежите на отделните острови е различна. На южните острови тя съставлява около 3000 – 3500 mm, а на северните – около 2500 mm. Често се наблюдават продължителни засушавания. Цялата паднала дъждовна вода се просмуква в плодородните песъчливи почви. Най-плодородни са почвите на атола Ваитупу, който е и един от най-населените. Реки е езера в Тувалу няма.
Естествена растителност на островите почти не се е съхранила. Отглеждат се кокосови палми, банани, хлебно дърво и някои други култури. Плъховете са единствените бозайници. Местното население отглежда свине и домашни птици. Водите на лагуните и крайбрежните рифове са богати на риба.

## История
Островите са заселени от полинезийци, дошли от Тонга и Самоа преди около 3000 години. Първият европеец, забелязал островите, е испанският мореплавател Алваро де Менданя де Нейра, който през 1568 г. минава покрай остров Нуи. Останалите острови, представляващи територията на днешната държава Тувалу, са открити по-късно от английски мореплаватели. През 1817 година островите са изследвани от канадския кораб „Ребека“ и получават името на неговия капитан Елис (затова са наречени Ellice islands).
Между 1862 и 1864 г. перуански кораби за търговия с роби отвличат от Фунафути и Нукулаилаи повече от 400 души, които никога не се завръщат на островите. След 1865 г. островите започват да се посещават от английски мисионери. През 1892 г. островите Елис, заедно с Гилбъртовите острови, стават протекторат на Великобритания, a през 1916 – тяхна колония.
През Втората световна война атолът Фунафути е база на американските военни сили. Тогава е построено и летището, което функционира (макар и осъвременено).
През 1974 г. е проведен референдум, на който мнозинството от жителите на Елис гласуват за отделяне на населените с полинезийци острови Елис от населените с микронезийци Гилбъртови острови. Новата територия получава името Тувалу и на 1 октомври 1975 г. става отделна колония. На 1 октомври 1978 г. Тувалу получава независимост.

## Държавно устройство
Тувалу е представителна демокрация в състава на Британската общност съгласно конституцията от 1978 г. Глава на държавата е кралят на Великобритания, представен от генерал-губернатор.
Законодателна власт – парламент от 16 депутати, избирани за срок от 4 години. Изпълнителна власт – правителство начело с министър-председател; отговаря пред парламента, който може да отстрани министър-председателя чрез вот на недоверие. Политически партии няма. Въоръжени сили 125 души.

## Административно деление
Административно деление – 9 островни съвета:
- Нанумеа (Nanumea),
- Ниутао (Niutao),
- Нануманга (Nanumanga),
- Нуи (Nui),
- Ваитупу (Vaitupu),
- Нукуфетао (Nukufetao),
- Фунафути (Funafuti),
- Нукулаелае (Nukulaelae)
- Ниулакита (Niulakita).

## Население
Населението на Тувалу през юли 2010 година е 12 373 души, тя е най-слабо заселената държава в света след Ватикана. Естествен прираст – 18. Най-голям дял от населението са тувалу (полинезийци) – 92,5 %, следват полинезийско-микронезийски метиси – 7,5 %, които населяват атола Нуи. Официални езици в страната са тувалуански и английски. Азбука – латиница. Мнозинството от населението са християни – 97,8 % (протестанти 96,8%, католици 3,2%), следват бахайци – 1,6 % и други – 0,6%. Делът на неграмотните е около 9 %. Средната продължителност на живота при мъжете е 62 години, а при жените 65 години. На атола Фунафути живее 47% от населението, на атола Ваитупу – 17%, на атола Нанумеа – 6%. Градско население – 49%. Столица Ваитупу (5 хил. жители), на остров Фонгафале от атола Фунафути.

## Икономика
Основа на икономиката са риболовът и производството на копра (200 – 300 т годишно). Предприятия от леката промишленост (обувна и шивашка фабрика, цех за производство на сапун). Важно място в икономиката е продаването на пощенски марки и монети.
Изнася се копра, кокосови орехи, банани, риба, дрехи, обувки. Основни износни партньори са Фиджи, Нова Зеландия, Австралия, а в последните години също Франция и Германия.
Основен поминък на населението е отглеждането на кокосови палми, банани, ананаси, патици, свине и пилета. Туризмът е слабо развит, посещава се едва от 1000 души годишно.
Правото за риболов в рамките на 322-километровата зона около островите е предоставено на траулерни компании от Тайван, Южна Корея и САЩ срещу заплащане. С чуждестранна помощ се осъществяват проекти за електродобив чрез слънчеви батерии.
В пълна противоположност на този бизнес са комуникациите на самите острови на Тувалу, които нямат собствена телевизия и ежедневен печат. Има само 1 радиостанция и двумесечни печатни издания. През 2000 година Тувалу продаде правата си върху националния идентификационен интернет код .tv и правата за използване на този домейн на канадска медийна компания за сумата от $50 милиона долара, които трябва да получи в 12-годишен срок.
Възможностите за работа на тези малки острови са твърде ограничени и затова много млади хора работят извън страната и изпращат на семействата си пари за издръжка. До голяма степен икономиката на Тувалу все още зависи от чуждестранните помощи.
Шосета – 8 km. Съотношение селско стопанство—промишленост—обслужване 18:28:54.